# Interkontinental ballistisk robot

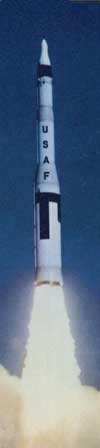
Minuteman, Interkontinental ballistisk robot i USA:s flygvapen

En interkontinental ballistisk robot eller missil (på engelska intercontinental ballistic missile, förkortat ICBM) är en ballistisk robot med en räckvidd på mer än 5 500 km.

## Konstruktion
Räckvidden är tillräckligt stor för att skjuta från en kontinent till en annan. Interkontinentala ballistiska robotar är försedda med en eller flera stridsspetsar ofta av MIRV-typ, som kan styras individuellt mot olika mål i samma område. De flesta ICBM är bestyckade med kärnvapen, men det finns ett antal med konventionella stridsspetsar fyllda med sprängmedel, t.ex. den kinesiska DF-41- missilen.   

## Plattformar
Robotarna kan avfyras från såväl land som från ubåtar i undervattensläge. Robotarna utvecklades under det kalla kriget då de användes av Sovjetunionen och USA för att hota varandra. 

## Strategisk betydelse
Interkontinentala ballistiska robotar användes för första gången i krig när Ryssland den 21 november 2024 påstods avfyra en interkontinental robot med konventionell stridsspets in i Ukraina, närmare bestämt mot Dnipro. Interkontinentala ballistiska robotar fortsätter att utgöra ett hot om kärnvapenkrig. De är en förutsättning för ömsesidig garanterad förstörelse och därmed för terrorbalansen.

## Landbaserade interkontinentala ballistiska robotar i bruk
USA
- LGM-30G Minuteman III

Indien
- Agni-V

Kina
- DF-4
- DF-31
- DF-5
- DF-41

Israel
- Jericho 3

Nordkorea
- KN-08
- Hwasong-14

Ryssland
- RS-28 Sarmat
- RS-26 Rubezj
- RS-24 Jars
- RT-2PM2 Topol-M
- UR-100N
- R-36M Vojevoda
- RT-2PM Topol